# Hengstdijk
Hengstdijk (Oost-Vlaams: Usdijk) is een dorp in de gemeente Hulst in de Nederlandse provincie Zeeland. Het dorp heeft 685 inwoners (1 januari 2023) en is een van de oudste dorpen van Oost-Zeeuws-Vlaanderen. De dijk waaraan het dorp ligt is in 1161 opgeworpen. Direct daarna werd ook een parochie gesticht. De inpoldering werd uitgevoerd door monniken van de Abdij Onze-Lieve-Vrouw Ten Duinen.
Het dorp is gelegen aan de kreek De Vogel en had een open verbinding met de Westerschelde. Na de Tweede Wereldoorlog is het voorzieningenniveau van het dorp flink gedaald; een kerk uit 1892 en een lagere school zijn er evenwel nog steeds te vinden.
Tot 1936 was Hengstdijk een zelfstandige gemeente waartoe ook de buurtschappen Oostdijk en Oude Stoof behoorden. Tussen 1936 en 1970 maakte het deel uit van de gemeente Vogelwaarde; daarna van Hontenisse en sinds 2003 van de gemeente Hulst.

## Naam

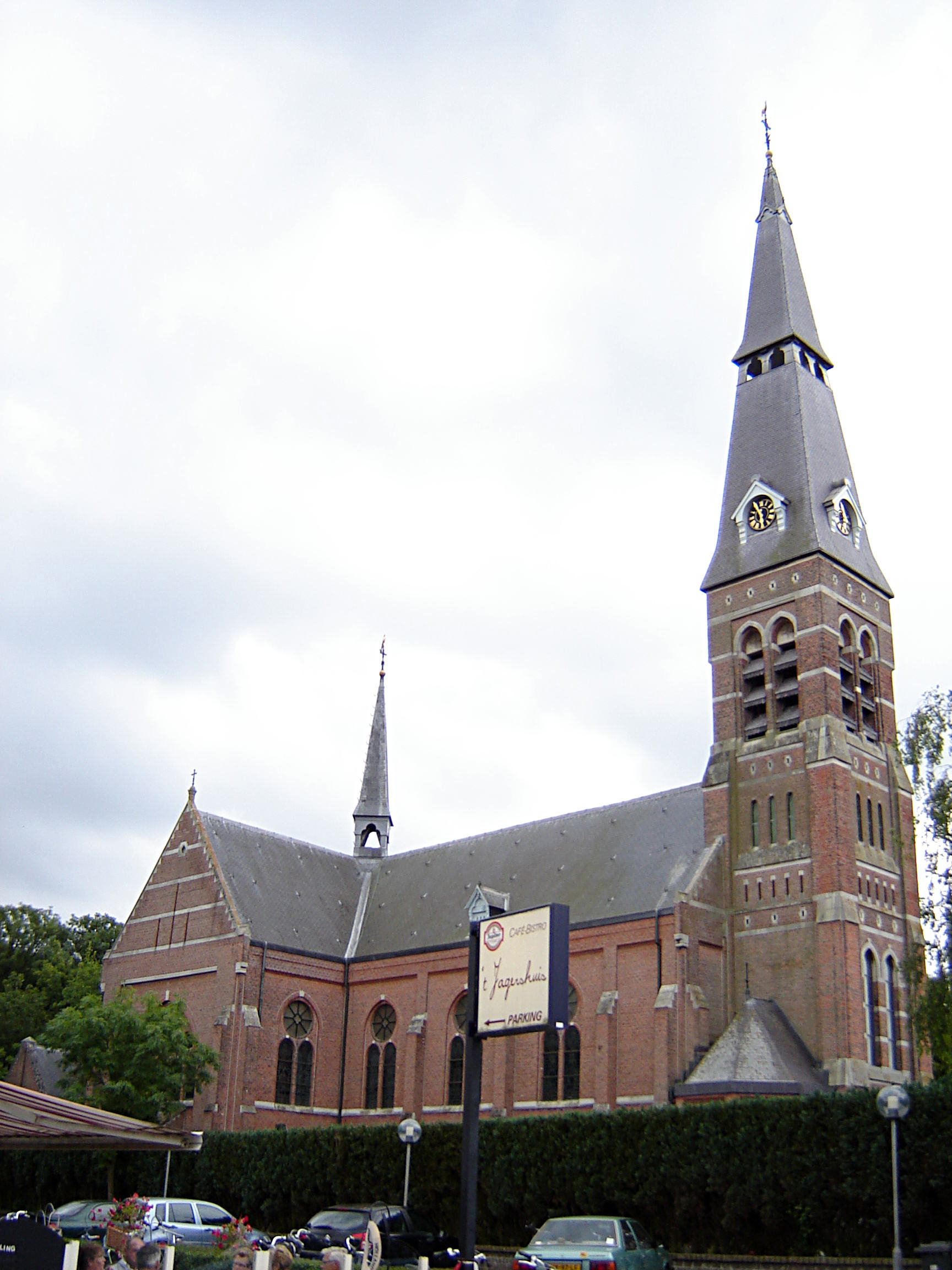
Heilige Catharinakerk

De oudste vorm van de naam Hengstdijk is Hengisdic. Via verschillende tussenvormen als Hainsdijc en Heijnxdijck 'Heinsdijk', komt er pas na 1700 voor het eerst een "t" in de naam voor. De naam van het dorp heeft dan ook geen betrekking op een dijk voor hengsten, maar op de dijk van een persoon die Hein geheten heeft.

## Hengstdijk en het wielrennen
Opmerkelijk feit is dat de Nederlandse wielrenners die deelnamen aan de Ronde van Frankrijk in 1957 direct na hun terugkeer in Nederland gehuldigd werden in de tuin van de pastoor van Hengstdijk.

## Natuur en landschap
Hengstdijk ligt in een zeekleipoldergebied op een hoogte van ongeveer 2 meter. Landbouw en toerisme zijn de belangrijkste bestaansmiddelen. Het dorp ligt aan De Vogel, een kreek en natuurgebied. Deze kreek gaat naar het westen toe over in de Oude Haven, tegenwoordig een uitwateringskanaal dat via het Gemaal Campen in de Westerschelde uitwatert. Het staat in verbinding met enkele andere kreken, waaronder De Guil. Oostelijk van Hengstdijk ligt het natuurgebied De Grote Putting, waarin de oorspronkelijke kleinschalige verkaveling werd gehandhaafd.

## Nabijgelegen kernen
Kloosterzande, Ossenisse, Kuitaart, Stoppeldijk